# 13 Pułk Dragonów (Imperium Rosyjskie)

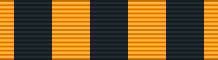
Baretka Wojskowego Orderu Męczennika i Zwycięzcy św. Jerzego

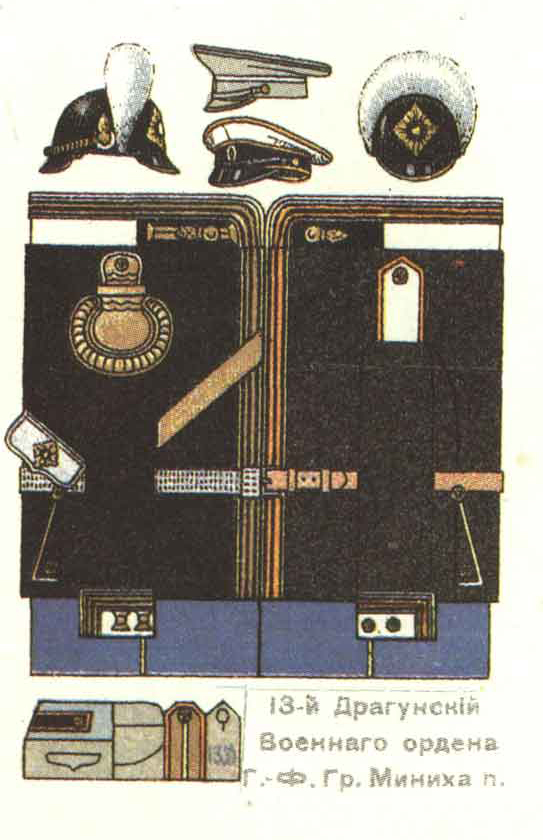
mundur 13 Pułku Dragonów Armii Imperium Rosyjskiego

13 Pułk Dragonów im. Generała Marszałka Polnego Hrabiego Münnicha odznaczony Wojskowym Orderem (ros. 13-й драгунский Военного Ордена генерал-фельдмаршала графа Миниха полк, transkr. 13 dragunskij wojennego ordena generał-feldmarszała grafa Minicha połk) – pułk dragonów Armii Imperium Rosyjskiego.
Jednostka została sformowana 27 stycznia?/7 lutego 1709 pod Połtawą. Wieczystym szefem pułku był generał marszałek polny hrabia Burkhard Christoph Münnich.
W 1774 pułk został odznaczony Wojskowym Orderem Męczennika i Zwycięzcy św. Jerzego. W latach 1864–1909 szefem pułku był wielki książę Michał Romanow. W latach 1892–1914 pułk stacjonował w Garwolinie w Warszawskim Okręgu Wojskowym.

## Zmiany nazwy
- Grenadierski Pułk Dragonów pułkownika Christofora Christoforowicza[b] von der Roppa (1709–1725)
- Pułk Dragonów pułkownika Christofora Christoforowicza von der Roppa(inne języki) (1725–1727)
- Wyborgski Pułk Dragonów (1727–1731)
- Pułk Kirasjerów Münnicha (1731–1756)
- 3 Pułk Kirasjerów (1762–1774)
- 3 grudnia?/14 grudnia 1774 Pułk Kirasjerów odznaczony Wojskowym Orderem Męczennika i Zwycięzcy św. Jerzego. Sztab i wszyscy starsi oficerowie byli kawalerami Wojskowego Orderu św. Jerzego
- Ordeński Pułk Kirasjerów (1801)
- Pułk Kirasjerów odznaczony Wojskowym Orderem (1844)
- 14 maja?/26 maja 1860 połączony z Finlandzkim Pułkiem Dragonów jako Pułk Dragonów odznaczony Wojskowym Orderem
- 3 Pułk Dragonów odznaczony Wojskowym Orderem (1864)
- 3 Pułk Dragonów Jego Wysokości Wielkiego Księcia Konstantego Mikołajewicza (1864–1882)
- 37 Pułk Dragonów odznaczony Wojskowym Orderem (1882–1891)
- 37 Pułk Dragonów im. Generała Marszałka Polnego Hrabiego Münnicha odznaczony Wojskowym Orderem (1891–1907)
- 13 Pułk Dragonów im. Generała Marszałka Polnego Hrabiego Münnicha odznaczony Wojskowym Orderem (1907–1917)

## Miejsca stacjonowania
- Petersburg (1731–1817)
- Kursk (1831–1866)
- Telisz – Wileński OW (1866–1870)
- Rosienie – Wileński OW (1870–1874)
- Wornie – Wileński OW (1874–1875)
- Tomaszów Mazowiecki – Warszawski OW (1875–1879)
- Riazań – Moskiewski OW (1879–1883)
- Gżatsk – Moskiewski OW (1883–1888)
- Lublin – Warszawski OW (1888–1892)
- Garwolin – Warszawski OW (1892–1914)[2]

## Szefowie pułku(niektórzy)
- 18 listopada?/29 listopada 1731 – 31 grudnia 1742?/11 stycznia 1743 – Burkhard Christoph Münnich
- 26 czerwca?/8 lipca 1800 – 8 kwietnia?/20 kwietnia 1809 – Dmitrij Golicyn
- 13 października?/25 października 1864 – 30 grudnia 1909?/12 stycznia 1910 – Michał Romanow
- 26 listopada?/8 grudnia 1869 – 8 stycznia?/20 stycznia 1874 – Fiodor Berg
- 28 lutego?/12 marca 1871 – 27 lutego?/10 marca 1888 – Wilhelm I Hohenzollern
- 25 marca?/6 kwietnia 1891 – 1918 – Burkhard Christoph Münnich – szef wieczysty[1]

## Dowódcy (niektórzy)
- płk Armand-Emmanuel du Plessis (1796–1797)
- gen. mjr Aleksander Michajłowicz Lermontow(inne języki) w wojnie rosyjsko-tureckiej (1877–1878)
- płk Mikołaj Mikołajewicz Szypow (1878–1881)
- płk Gleb Maksymowicz Wannowski(inne języki) (1906–1908)
- płk Aleksander Władymirowicz Monomachow (1908–1914)
- płk Ferdynand Juliewicz Busz (1914–1915)
- płk Zygmunt Łempicki (1915–1917) – ostatni dowódca przed rozformowaniem pułku, późniejszy pierwszy dowódca 3 Pułk Ułanów Śląskich, generał Wojska Polskiego

### Finlandzki Pułk Dragonów (1806-1860)
- płk Fiodor Iwanowicz Drewicz (21 grudnia 1810?/2 stycznia 1811 – 1 września?/13 września 1814)

## Polacy w szeregach pułku
- płk Zygmunt Łempicki – ostatni dowódca pułku
- ppłk Konstanty Paweł Onoszko (1852–1916) – odznaczony orderem św. Włodzimierza[3]

## Ilustracje

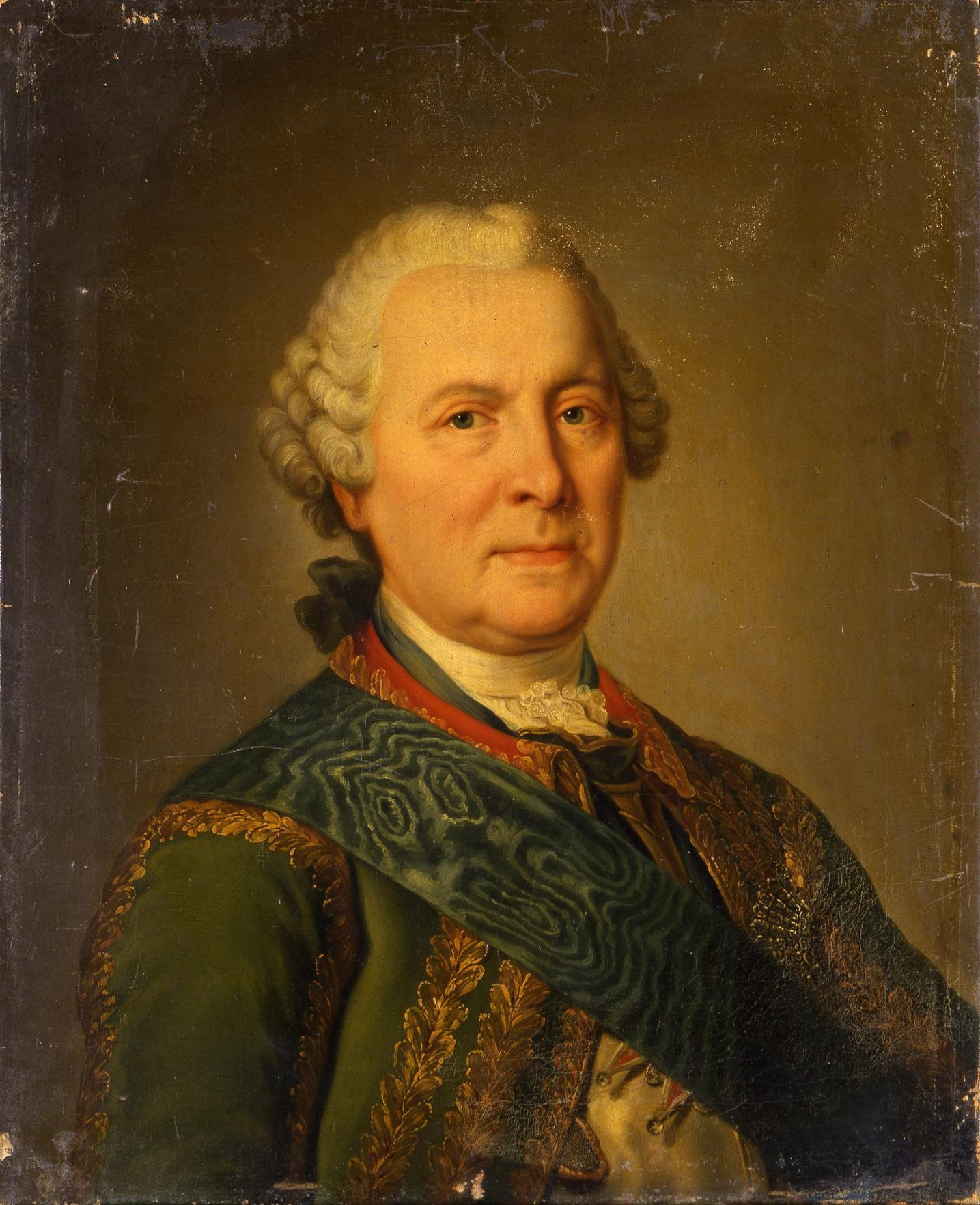
szef pułku generał marszałek polny hrabia Burkhard Christoph Münnich (1683-1767)
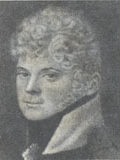
gen. Fiodor Drewicz dowódca Finlandzkiego Pułku Dragonów (1811-1814), który został połączony w 1860 z pułkiem kirasjerów w Pułk Dragonów odznaczony Wojskowym Orderem
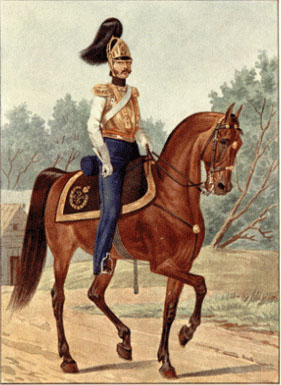
oficer sztabowy pułku kirasjerów armii carskiej, 1845
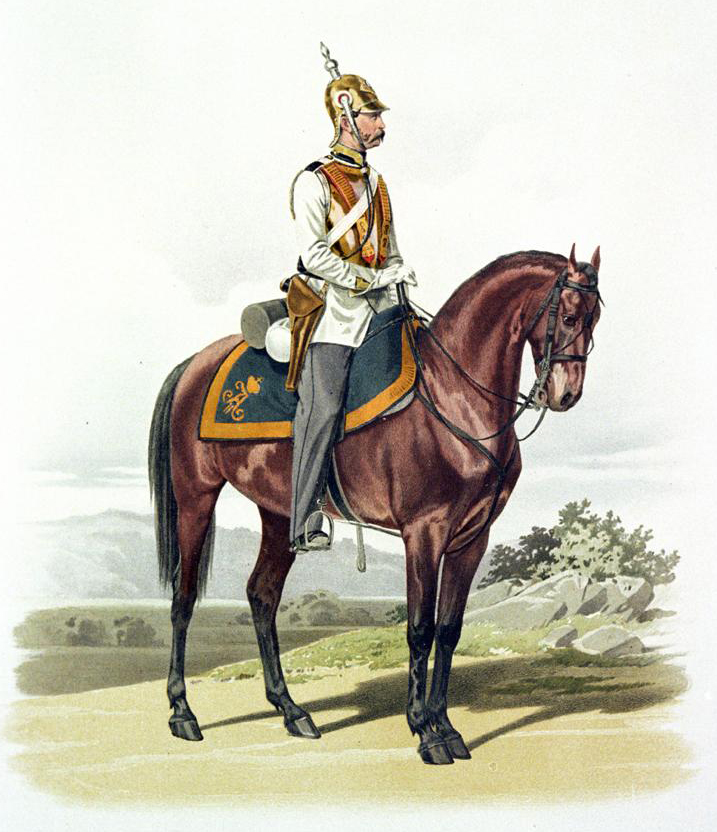
podoficer pułku kirasjerów armii carskiej, Karł Karłowicz(inne języki)[b]Piratski, 1859
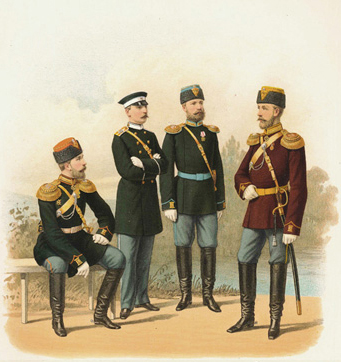
oficerowie dragonów, 1882, od lewej: 37 pułk dragonów, 36 pułk dragonów, 32 pułk dragonów, 6 pułk dragonów
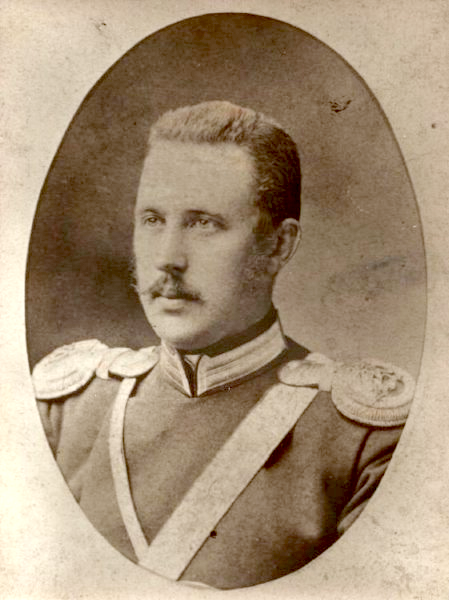
gen. Zygmunt Łempicki, ostatni dowódca 13 pułku dragonów 1915-1917
wstążka świętego Jerzego – element munduru pułku